# Hauville
Hauville es una localidad y comuna francesa situada en la región de Alta Normandía, departamento de Eure, en el distrito de Bernay y cantón de Routot.

## Demografía
| 716 | 716 | 817 | 1013 | 1051 | 1115 |
| Para los censos de 1962 a 1999 la población legal corresponde a la población sin duplicidades (Fuente: INSEE [Consultar]) |     |     |      |      |      |

## Administración

### Entidades intercomunales
Hauville está integrada en la Communauté de communes du Roumois nord . Además forma parte de diversos sindicatos intercomunales para la prestación de diversos servicios públicos:
- S.A.E.P de Routot .
- Syndicat de l'électricité et du gaz de l'Eure (SIEGE) .
- Syndicat d'assainissement non collectif du canton de Routot

### Riesgos
La prefectura del departamento de Eure incluye la comuna en la previsión de riesgos mayores  (enlace roto disponible en Internet Archive; véase el historial, la primera versión y la última). por:
- Presencia de cavidades subterráneas.
- Riesgos derivados del transporte de mercancías peligrosas.

## Hermanamiento
- Wangen ( Alemania)